# Задубровское сельское поселение
Задубровское се́льское поселе́ние — муниципальное образование в Шиловском районе Рязанской области Российской Федерации.
Административный центр — село Задубровье.

## Географическое положение
Задубровское сельское поселение расположено на юго-западе Шиловского муниципального района и граничит на севере со Спасским районом, на северо-востоке и востоке — с Шиловским городским и Ибредским сельским поселениями, на юге — с Краснохолмским сельским поселением, на западе — с Мосоловским сельским поселением.
Площадь Задубровского сельского поселения — 46,76 км².

## Климат и природные ресурсы
Климат Задубровского сельского поселения умеренно континентальный с умеренно-холодной зимой и теплым летом. Осадки в течение года распределяются неравномерно.
Водные ресурсы представлены наличием рек Оки и Ярославки; имеются озера, искусственно созданные пруды. Почвы на территории поселения дерново-подзолистые, супесчаные и суглинистые.
Территория поселения расположена в зоне широколиственных и смешанных лесов.
На территории поселения имеются месторождения песка, глины и известняка.

## История
Образовано в результате муниципальной реформы 2006 г. в результате объединения существовавших ранее на данной территории двух сельских округов — Задубровского (центр Задубровье) и Пустопольского (центр Пустополье) — с возложением административного управления на село Задубровье.
Образование и административное устройство сельского поселения определяются законом Рязанской области от 07.10.2004 № 102-ОЗ.
Границы сельского поселения определяются законом Рязанской области от 28.12.2007 № 240-ОЗ.
В 2018 году в состав Задубровского сельского поселения включено Краснохолмское сельское поселение.

## Население
| 2010  | 2012  | 2013  | 2014  | 2015  | 2016  | 2017 | 2018 | 2019  |
| ----- | ----- | ----- | ----- | ----- | ----- | ---- | ---- | ----- |
| 943   | ↗979  | ↗1014 | ↗1026 | ↘1023 | ↘1007 | ↘953 | ↘948 | ↗1175 |
| 2020  | 2021  |       |       |       |       |      |      |       |
| ↘1148 | ↗1378 |       |       |       |       |      |      |       |

## Состав сельского поселения
| №  | Населённый пункт       | Тип населённого пункта       | Население |
| -- | ---------------------- | ---------------------------- | --------- |
| 1  | Бортниково             | деревня                      | 11        |
| 2  | Задубровье             | село, административный центр | ↘463      |
| 3  | Константиново          | село                         | ↘158      |
| 4  | Краснохолмские Выселки | посёлок                      | 0         |
| 5  | Красный Холм           | село                         | ↘254      |
| 6  | Крутицы                | село                         | ↘57       |
| 7  | Лунино                 | село                         | ↘14       |
| 8  | Мышкар                 | деревня                      | 7         |
| 9  | Непложа                | деревня                      | 0         |
| 10 | Пустополье             | село                         | ↘209      |
| 11 | Срезнево               | село                         | ↘24       |
| 12 | Чембар                 | деревня                      | ↘29       |

## Местное самоуправление
Главы сельского поселения
- с 8.09.2013 года — Полякова Наталья Владимировна[16]
- до 2023 года — Татьяна Васильевна Дюкова

Главы администрации
- Николай Иванович Зайцев

## Экономика
По данным на 2015/2016 г. на территории Задубровского сельского поселения Шиловского района Рязанской области расположены:
1. ООО «Рязанский фанерный завод», деревообработка;
2. ООО «Паллеты и пиломатериалы», деревообработка;
3. ОАО «Задубровский СКиМК», предприятие пищевой промышленности;
4. ООО «Шиловоэкопродукт», агропромышленное предприятие;
5. ООО «Агрохолдинг Шиловский», агропромышленное предприятие;
6. ООО «Константиново», агропромышленное предприятие;
7. ООО «Нива», агропромышленное предприятие.

Реализацию товаров и услуг осуществляют 6 магазинов.

## Социальная инфраструктура
На территории Задубровского сельского поселения действуют: 2 отделения почтовой связи, 3 фельдшерско-акушерских пункта (ФАПа), Задубровская (филиал Шиловской СОШ № 3) и Лунинская (филиал Мосоловской СОШ) основные общеобразовательные школы, мемориальный комплекс имени академика И. И. Срезневского (филиал Шиловского краеведческого музея), 3 клуба и 3 библиотеки.

## Транспорт
Основные грузо- и пассажироперевозки осуществляются автомобильным и железнодорожным транспортом. Через территорию Задубровского сельского поселения проходят автомобильная дорога федерального значения М-5 «Урал»: Москва — Рязань — Пенза — Самара — Уфа — Челябинск; а также железнодорожная линия «Рязань — Пичкиряево» Московской железной дороги со станцией «Задубровье». На территории поселения расположен частный аэродром (в селе Крутицы).